# Italiaans voetbalelftal onder 21 (mannen)
Het Italiaans voetbalelftal onder 21 is het nationale elftal voor spelers onder de 21 jaar uit Italië en wordt bestuurd door de FICG.
Het team doet mee aan het Europees kampioenschap voetbal mannen onder 21, dat iedere twee jaar wordt gehouden. Italië is het meest succesvolle team van dit toernooi, met vijf overwinningen (1992, 1994, 1996, 2000 en 2004).
In 1976 werd dit team opgericht. Tot aan 1990 bereikte Italië in de eerste zeven toernooien elke keer de kwartfinale. De echte dominantie kwam in de periode van 1990 tot aan 2004, toen vijf van de zeven eindrondes werden gewonnen. Het dieptepunt was in 1997 en 2010, toen kwalificatie voor respectievelijk 1998 en 2011 mislukten. In 2000 werd er gewonnen in Slowakije en in 2004 in Duitsland. In 2006 bleef Italië steken in de groepsfase in Portugal.
Ook speelde Italië –21 op 24 maart 2006 de eerste wedstrijd in het nieuwe Wembley Stadium, tegen Engeland. De wedstrijd eindigde in 3–3 en Giampaolo Pazzini scoorde alle drie de doelpunten voor de Azzurrini.
Voor de Olympische Spelen van 2008 won Italië ook het Toulon Espoirs-toernooi van 2008, door in de finale Chili met 1-0 te verslaan. Sebastian Giovinco werd gekozen tot speler van het toernooi.

## Europees kampioenschap onder-21
- 1978: Kwartfinale
- 1980: Kwartfinale
- 1982: Kwartfinale
- 1984: Halve finale
- 1986: Finalist
- 1988: Kwartfinale
- 1990: Halve finale
- 1992: Kampioen
- 1994: Kampioen
- 1996: Kampioen
- 1998: Niet gekwalificeerd
- 2000: Kampioen
- 2002: Halve finale
- 2004: Kampioen
- 2006: Groepsfase
- 2007: Derde plek in poule; Winnaar van de play-off voor deelname aan Olympische Spelen 2008
- 2009: Halve finale
- 2011: Niet gekwalificeerd
- 2013: Finalist
- 2015: Groepsfase
- 2017: Halve finale
- 2019: Groepsfase
- 2021: Kwartfinale
- 2023: Groepsfase
- 2025: gekwalificeerd

## Mediterrane Spelen
De Mediterrane Spelen waren een onder-23 toernooi in 1993 en 1997.
- 1993: Vierde plaats
- 1997: Kampioen
- 2001: Een onder-20 toernooi
- 2005: Gespeeld met B-team

## Bondscoaches
- 1976–1986: Azeglio Vicini
- 1986–1996: Cesare Maldini
- 1996–1998: Rossano Giampaglia
- 1998–2000: Marco Tardelli
- 2000–2006: Claudio Gentile
- 2006–2010: Pierluigi Casiraghi
- 2010–2012: Ciro Ferrara
- 2012–2013: Devis Mangia
- 2013–2019: Luigi Di Biagio
- 2019–2023: Paolo Nicolato

## Huidige selectie
De volgende spelers werden in oktober 2016 opgeroepen door Di Biagio.
Interlands en doelpunten bijgewerkt tot en met de 10 oktober 2016.
| №           | Naam                  | Wed. | Dlpnt. | Club             |
| ----------- | --------------------- | ---- | ------ | ---------------- |
| Doel        |                       |      |        |                  |
|             | Alessio Cragno        | 10   | 0      | Benevento        |
|             | Pierluigi Gollini     | 1    | 0      | Aston Villa      |
|             | Alex Meret            | 0    | 0      | SPAL             |
| Verdediging |                       |      |        |                  |
|             | Andrea Conti          | 11   | 0      | Atalanta Bergamo |
|             | Nicola Murru          | 10   | 0      | Cagliari         |
|             | Mattia Caldara        | 6    | 0      | Atalanta Bergamo |
|             | Antonio Barreca       | 5    | 0      | Torino           |
|             | Davide Biraschi       | 2    | 0      | Genoa            |
|             | Michele Somma         | 1    | 0      | Brescia          |
|             | Alex Ferrari          | 1    | 0      | Bologna          |
|             | Davide Vitturini      | 0    | 0      | Pescara          |
| Middenveld  |                       |      |        |                  |
|             | Marco Benassi         | 19   | 5      | Torino           |
|             | Danilo Cataldi        | 16   | 2      | Lazio            |
|             | Valerio Verre         | 7    | 0      | Pescara          |
|             | Alberto Grassi        | 5    | 0      | Atalanta Bergamo |
|             | Luca Mazzitelli       | 4    | 0      | Sassuolo         |
|             | Roberto Gagliardini   | 2    | 0      | Atalanta Bergamo |
|             | Manuel Locatelli      | 0    | 0      | Milan            |
| Aanval      |                       |      |        |                  |
|             | Alberto Cerri         | 9    | 2      | SPAL             |
|             | Luca Garritano        | 9    | 0      | Cesena           |
|             | Lorenzo Rosseti       | 7    | 1      | Lugano           |
|             | Federico Ricci        | 5    | 0      | Sassuolo         |
|             | Federico Di Francesco | 2    | 2      | Bologna          |
|             | Leonardo Morosini     | 0    | 0      | Brescia          |
|             | Andrea Petagna        | 0    | 0      | Atalanta Bergamo |

## Selecties

### Europees kampioenschap
| Selectie van Italië bij het Europees kampioenschap 2009 | Selectie van Italië bij het Europees kampioenschap 2009 | Selectie van Italië bij het Europees kampioenschap 2009 | Selectie van Italië bij het Europees kampioenschap 2009 | Selectie van Italië bij het Europees kampioenschap 2009 | Selectie van Italië bij het Europees kampioenschap 2009 | Selectie van Italië bij het Europees kampioenschap 2009 | Selectie van Italië bij het Europees kampioenschap 2009 | Selectie van Italië bij het Europees kampioenschap 2009 |
| №                                                       | Naam                                                    | Wed.                                                    | Goals                                                   | Club                                                    |                                                         |                                                         |                                                         |                                                         |
| ------------------------------------------------------- | ------------------------------------------------------- | ------------------------------------------------------- | ------------------------------------------------------- | ------------------------------------------------------- | ------------------------------------------------------- | ------------------------------------------------------- | ------------------------------------------------------- | ------------------------------------------------------- |
| Doel                                                    |                                                         |                                                         |                                                         |                                                         |                                                         |                                                         |                                                         |                                                         |
| 1                                                       | Andrea Consigli                                         |                                                         |                                                         | Atalanta Bergamo                                        |                                                         |                                                         |                                                         |                                                         |
| 12                                                      | Salvatore Sirigu                                        |                                                         |                                                         | AC Ancona                                               |                                                         |                                                         |                                                         |                                                         |
| 22                                                      | Andrea Seculin                                          |                                                         |                                                         | ACF Fiorentina                                          |                                                         |                                                         |                                                         |                                                         |
| Verdediging                                             |                                                         |                                                         |                                                         |                                                         |                                                         |                                                         |                                                         |                                                         |
| 2                                                       | Marco Motta                                             |                                                         |                                                         | AS Roma                                                 |                                                         |                                                         |                                                         |                                                         |
| 3                                                       | Marco Andreolli                                         |                                                         |                                                         | US Sassuolo                                             |                                                         |                                                         |                                                         |                                                         |
| 4                                                       | Domenico Criscito                                       |                                                         |                                                         | Genoa CFC                                               |                                                         |                                                         |                                                         |                                                         |
| 6                                                       | Lino Marzorati                                          |                                                         |                                                         | Empoli                                                  |                                                         |                                                         |                                                         |                                                         |
| 13                                                      | Andrea Ranocchia                                        |                                                         |                                                         | AS Bari                                                 |                                                         |                                                         |                                                         |                                                         |
| 14                                                      | Francesco Pisano                                        |                                                         |                                                         | Cagliari Calcio                                         |                                                         |                                                         |                                                         |                                                         |
| 15                                                      | Salvatore Bocchetti                                     |                                                         |                                                         | Genoa CFC                                               |                                                         |                                                         |                                                         |                                                         |
| Middenveld                                              |                                                         |                                                         |                                                         |                                                         |                                                         |                                                         |                                                         |                                                         |
| 5                                                       | Piermario Morosini                                      |                                                         |                                                         | Vicenza Calcio                                          |                                                         |                                                         |                                                         |                                                         |
| 7                                                       | Ignazio Abate                                           |                                                         |                                                         | Torino FC                                               |                                                         |                                                         |                                                         |                                                         |
| 8                                                       | Claudio Marchisio                                       |                                                         |                                                         | Juventus                                                |                                                         |                                                         |                                                         |                                                         |
| 11                                                      | Paolo De Ceglie                                         |                                                         |                                                         | Juventus                                                |                                                         |                                                         |                                                         |                                                         |
| 16                                                      | Antonio Candreva                                        |                                                         |                                                         | AS Livorno                                              |                                                         |                                                         |                                                         |                                                         |
| 17                                                      | Andrea Poli                                             |                                                         |                                                         | US Sassuolo                                             |                                                         |                                                         |                                                         |                                                         |
| 21                                                      | Luca Cigarini                                           |                                                         |                                                         | Atalanta Bergamo                                        |                                                         |                                                         |                                                         |                                                         |
| 23                                                      | Daniele Dessena                                         |                                                         |                                                         | Sampdoria                                               |                                                         |                                                         |                                                         |                                                         |
| Aanval                                                  |                                                         |                                                         |                                                         |                                                         |                                                         |                                                         |                                                         |                                                         |
| 9                                                       | Robert Acquafresca                                      |                                                         |                                                         | Cagliari Calcio                                         |                                                         |                                                         |                                                         |                                                         |
| 10                                                      | Sebastian Giovinco                                      |                                                         |                                                         | Juventus                                                |                                                         |                                                         |                                                         |                                                         |
| 18                                                      | Alessio Cerci                                           |                                                         |                                                         | Atalanta Bergamo                                        |                                                         |                                                         |                                                         |                                                         |
| 19                                                      | Alberto Paloschi                                        |                                                         |                                                         | Parma FC                                                |                                                         |                                                         |                                                         |                                                         |
| 20                                                      | Mario Balotelli                                         |                                                         |                                                         | Internazionale                                          |                                                         |                                                         |                                                         |                                                         |
| Bondscoach: Pierluigi Casiraghi                         |                                                         |                                                         |                                                         |                                                         |                                                         |                                                         |                                                         |                                                         |

| Selectie van Italië bij het Europees kampioenschap 2013 | Selectie van Italië bij het Europees kampioenschap 2013 | Selectie van Italië bij het Europees kampioenschap 2013 | Selectie van Italië bij het Europees kampioenschap 2013 | Selectie van Italië bij het Europees kampioenschap 2013 | Selectie van Italië bij het Europees kampioenschap 2013 | Selectie van Italië bij het Europees kampioenschap 2013 | Selectie van Italië bij het Europees kampioenschap 2013 | Selectie van Italië bij het Europees kampioenschap 2013 |
| №                                                       | Naam                                                    | Wed.                                                    | Goals                                                   | Club                                                    |                                                         |                                                         |                                                         |                                                         |
| ------------------------------------------------------- | ------------------------------------------------------- | ------------------------------------------------------- | ------------------------------------------------------- | ------------------------------------------------------- | ------------------------------------------------------- | ------------------------------------------------------- | ------------------------------------------------------- | ------------------------------------------------------- |
| Doel                                                    |                                                         |                                                         |                                                         |                                                         |                                                         |                                                         |                                                         |                                                         |
| 1                                                       | Francesco Bardi                                         |                                                         |                                                         | Novara Calcio                                           |                                                         |                                                         |                                                         |                                                         |
| 12                                                      | Simone Colombi                                          |                                                         |                                                         | Modena                                                  |                                                         |                                                         |                                                         |                                                         |
| 22                                                      | Nicola Leali                                            |                                                         |                                                         | Virtus Lanciano                                         |                                                         |                                                         |                                                         |                                                         |
| Verdediging                                             |                                                         |                                                         |                                                         |                                                         |                                                         |                                                         |                                                         |                                                         |
| 2                                                       | Giulio Donati                                           |                                                         |                                                         | US Grosseto                                             |                                                         |                                                         |                                                         |                                                         |
| 3                                                       | Cristiano Biraghi                                       |                                                         |                                                         | AS Cittadella                                           |                                                         |                                                         |                                                         |                                                         |
| 5                                                       | Marco Capuano                                           |                                                         |                                                         | Pescara Calcio                                          |                                                         |                                                         |                                                         |                                                         |
| 6                                                       | Luca Caldirola                                          |                                                         |                                                         | Brescia Calcio                                          |                                                         |                                                         |                                                         |                                                         |
| 13                                                      | Matteo Bianchetti                                       |                                                         |                                                         | Hellas Verona                                           |                                                         |                                                         |                                                         |                                                         |
| 19                                                      | Vasco Regini                                            |                                                         |                                                         | Empoli                                                  |                                                         |                                                         |                                                         |                                                         |
| Middenveld                                              |                                                         |                                                         |                                                         |                                                         |                                                         |                                                         |                                                         |                                                         |
| 4                                                       | Marco Verratti                                          |                                                         |                                                         | Paris Saint-Germain                                     |                                                         |                                                         |                                                         |                                                         |
| 7                                                       | Alessandro Florenzi                                     |                                                         |                                                         | AS Roma                                                 |                                                         |                                                         |                                                         |                                                         |
| 8                                                       | Luca Marrone                                            |                                                         |                                                         | Juventus                                                |                                                         |                                                         |                                                         |                                                         |
| 10                                                      | Lorenzo Insigne                                         |                                                         |                                                         | SSC Napoli                                              |                                                         |                                                         |                                                         |                                                         |
| 16                                                      | Andrea Bertolacci                                       |                                                         |                                                         | Genoa CFC                                               |                                                         |                                                         |                                                         |                                                         |
| 21                                                      | Fausto Rossi                                            |                                                         |                                                         | Brescia Calcio                                          |                                                         |                                                         |                                                         |                                                         |
| 23                                                      | Marco Crimi                                             |                                                         |                                                         | US Grosseto                                             |                                                         |                                                         |                                                         |                                                         |
| Aanval                                                  |                                                         |                                                         |                                                         |                                                         |                                                         |                                                         |                                                         |                                                         |
| 9                                                       | Ciro Immobile                                           |                                                         |                                                         | Genoa CFC                                               |                                                         |                                                         |                                                         |                                                         |
| 11                                                      | Manolo Gabbiadini                                       |                                                         |                                                         | Bologna FC                                              |                                                         |                                                         |                                                         |                                                         |
| 14                                                      | Mattia Destro                                           |                                                         |                                                         | AS Roma                                                 |                                                         |                                                         |                                                         |                                                         |
| 15                                                      | Nicola Sansone                                          |                                                         |                                                         | Parma                                                   |                                                         |                                                         |                                                         |                                                         |
| 17                                                      | Alberto Paloschi                                        |                                                         |                                                         | Chievo Verona                                           |                                                         |                                                         |                                                         |                                                         |
| 18                                                      | Riccardo Saponara                                       |                                                         |                                                         | Empoli                                                  |                                                         |                                                         |                                                         |                                                         |
| 20                                                      | Fabio Borini                                            |                                                         |                                                         | Liverpool                                               |                                                         |                                                         |                                                         |                                                         |
| Bondscoach: Devis Mangia                                |                                                         |                                                         |                                                         |                                                         |                                                         |                                                         |                                                         |                                                         |

| Selectie van Italië bij het Europees kampioenschap 2015 | Selectie van Italië bij het Europees kampioenschap 2015 | Selectie van Italië bij het Europees kampioenschap 2015 | Selectie van Italië bij het Europees kampioenschap 2015 | Selectie van Italië bij het Europees kampioenschap 2015 | Selectie van Italië bij het Europees kampioenschap 2015 | Selectie van Italië bij het Europees kampioenschap 2015 | Selectie van Italië bij het Europees kampioenschap 2015 | Selectie van Italië bij het Europees kampioenschap 2015 |
| №                                                       | Naam                                                    | Wed.                                                    | Goals                                                   | Club                                                    |                                                         |                                                         |                                                         |                                                         |
| ------------------------------------------------------- | ------------------------------------------------------- | ------------------------------------------------------- | ------------------------------------------------------- | ------------------------------------------------------- | ------------------------------------------------------- | ------------------------------------------------------- | ------------------------------------------------------- | ------------------------------------------------------- |
| Doel                                                    |                                                         |                                                         |                                                         |                                                         |                                                         |                                                         |                                                         |                                                         |
| 1                                                       | Francesco Bardi                                         |                                                         |                                                         | Chievo Verona                                           |                                                         |                                                         |                                                         |                                                         |
| 14                                                      | Marco Sportiello                                        |                                                         |                                                         | Atalanta Bergamo                                        |                                                         |                                                         |                                                         |                                                         |
| 20                                                      | Nicola Leali                                            |                                                         |                                                         | AC Cesena                                               |                                                         |                                                         |                                                         |                                                         |
| Verdediging                                             |                                                         |                                                         |                                                         |                                                         |                                                         |                                                         |                                                         |                                                         |
| 2                                                       | Stefano Sabelli                                         |                                                         |                                                         | AS Bari                                                 |                                                         |                                                         |                                                         |                                                         |
| 3                                                       | Cristiano Biraghi                                       |                                                         |                                                         | Chievo Verona                                           |                                                         |                                                         |                                                         |                                                         |
| 5                                                       | Daniele Rugani                                          |                                                         |                                                         | Empoli                                                  |                                                         |                                                         |                                                         |                                                         |
| 6                                                       | Alessio Romagnoli                                       |                                                         |                                                         | Sampdoria                                               |                                                         |                                                         |                                                         |                                                         |
| 12                                                      | Federico Barba                                          |                                                         |                                                         | Empoli                                                  |                                                         |                                                         |                                                         |                                                         |
| 13                                                      | Matteo Bianchetti                                       |                                                         |                                                         | Spezia Calcio                                           |                                                         |                                                         |                                                         |                                                         |
| 17                                                      | Armando Izzo                                            |                                                         |                                                         | Genoa CFC                                               |                                                         |                                                         |                                                         |                                                         |
| 22                                                      | Davide Zappacosta                                       |                                                         |                                                         | Atalanta Bergamo                                        |                                                         |                                                         |                                                         |                                                         |
| Middenveld                                              |                                                         |                                                         |                                                         |                                                         |                                                         |                                                         |                                                         |                                                         |
| 4                                                       | Lorenzo Crisetig                                        |                                                         |                                                         | Cagliari Calcio                                         |                                                         |                                                         |                                                         |                                                         |
| 7                                                       | Federico Viviani                                        |                                                         |                                                         | US Latina Calcio                                        |                                                         |                                                         |                                                         |                                                         |
| 8                                                       | Stefano Sturaro                                         |                                                         |                                                         | Juventus                                                |                                                         |                                                         |                                                         |                                                         |
| 15                                                      | Marco Benassi                                           |                                                         |                                                         | Torino FC                                               |                                                         |                                                         |                                                         |                                                         |
| 16                                                      | Daniele Baselli                                         |                                                         |                                                         | Atalanta Bergamo                                        |                                                         |                                                         |                                                         |                                                         |
| 18                                                      | Cristian Battocchio                                     |                                                         |                                                         | Virtus Entella                                          |                                                         |                                                         |                                                         |                                                         |
| 21                                                      | Danilo Cataldi                                          |                                                         |                                                         | Lazio Roma                                              |                                                         |                                                         |                                                         |                                                         |
| Aanval                                                  |                                                         |                                                         |                                                         |                                                         |                                                         |                                                         |                                                         |                                                         |
| 9                                                       | Andrea Belotti                                          |                                                         |                                                         | US Palermo                                              |                                                         |                                                         |                                                         |                                                         |
| 10                                                      | Domenico Berardi                                        |                                                         |                                                         | US Sassuolo                                             |                                                         |                                                         |                                                         |                                                         |
| 11                                                      | Federico Bernardeschi                                   |                                                         |                                                         | ACF Fiorentina                                          |                                                         |                                                         |                                                         |                                                         |
| 19                                                      | Marcello Trotta                                         |                                                         |                                                         | US Avellino                                             |                                                         |                                                         |                                                         |                                                         |
| 23                                                      | Simone Verdi                                            |                                                         |                                                         | Empoli                                                  |                                                         |                                                         |                                                         |                                                         |
| Bondscoach: Luigi Di Biagio                             |                                                         |                                                         |                                                         |                                                         |                                                         |                                                         |                                                         |                                                         |